# Eberhard V Wirtemberski
Eberhard V Wirtemberski, także Eberhard I lub Eberhard Brodaty (Eberhard im Bart) (ur. 11 grudnia 1445 w Urach, zm. 24/25 lutego 1496 w Tybindze) – hrabia Wirtembergii-Urach, później hrabia Wirtembergii. Pierwszy książę Wirtembergii w latach 1495–1496.

## Życiorys
Drugi syn Ludwika I i Matyldy Wittelsbach. Przejął władzę w hrabstwie Wirtembergii-Urach w 1459. 4 lipca lub 12 kwietnia 1476 wziął ślub z pochodzącą ze znanej i wpływowej włoskiej rodziny Barbarą Gonzagą, córką markiza Mantui Ludwika III. Jedynym dzieckiem z tego małżeństwa była córka Barbara, która urodziła się w Urach 2 sierpnia 1475 r. i zmarła 15 października tego samego roku. 
Wielki dobrodziej miasta Tybingi. W 1477 założył tam uniwersytet, który do dziś nosi jego imię. Założył kolegiaty w Urach, Dettingen an der Erms, Herrenberg, Einsiedel koło Tybingi i Tachenhausen.
Na mocy porozumienia z 1482 ponownie połączono dwie części Wirtembergii ze stolicą w Stuttgarcie. Hrabia był jednym z założycieli Ligi Szwabskiej, która powstała w 1488 r. W tym samym roku pomógł uwolnić ówczesnego króla Maksymiliana I z więzienia w Brugii. W 1492 r. Eberhard został przez niego odznaczony przez niego Orderem Złotego Runa. 21 czerwca 1495 na Sejmie Rzeszy w Wormacji Maksymilian I nadał mu tytuł księcia.
Chociaż późniejsze lata spędził głównie w Stuttgarcie, zmarł w Tybindze 24 lub 25 lutego 1496 roku. Nie pozostawił po sobie żadnych potomków, dlatego po jego śmierci tron przejął jego kuzyn, Eberhard II.